# Papa Victor al III-lea
Papa Victor al III-lea (n. 1027, Benevento, Campania, Italia – d. 16 septembrie 1087, abația Monte Cassino⁠(d), Statele Papale) a fost un papă al Romei. A fost beatificat (declarat fericit).

## Investirea
Nu se știe dacă a fost sau nu desemnat de Grigore al VII-lea printre posibilii săi succesori. Cert este că numele său monahal a fost Desideriu, iar înainte de a deveni papă a fost stareț al mănăstirii Montecassino. A fost propus ca papă de principele Iordan I de Capua, în contextul unor dispute politice. La început Desideriu a refuzat categoric, ajungând chiar să protesteze formal pe lângă susținătorii săi. Fiind constrâns, a ajuns la Roma cu ocazia sărbătorilor pascale din anul 1086, cedând până la urmă la rugămințile cardinalilor. A fost ales la 24 mai 1086 și a adoptat numele de Victor, devenind al treilea papă cu acest nume.

## Istoria pontificatului lui Victor al III-lea
Încă de la început desemnarea lui a fost contestata de Roger, fiul lui Robert Guiscard , printr-un complot ce s-a urzit la Roma la patru zile de la numire, ducând la o ciocnire armată între cele doua tabere adverse. Desideriu nu era însă omul care să lupte și fără ezitare a plecat din Roma, pe mare, ajungând la Terracina , unde a renunțat la însemnele pontificale și s-a întors în mănăstire. Între timp la Roma apărea din nou Clement al III-lea și se instala la Lateran.
La presiunile lui Giordano, in martie 1087, Desideriu convoacă un Conciliu la Capua, pentru a discuta despre alegerea unui nou papă. Practic Desideriu a fost reales și convins să accepte numai după ce normanzii s-au angajat sa-l scoată din Vatican pe Clement al III-lea, adica la 9 mai 1087, zi în care Victor al III-lea a fost consacrat solemn în Bazilica Sfântul Petru din Roma.
Victor al III-lea s-a îmblnăvit însă și la sfârșitul lui iulie se reîntorcea în mănăstirea sa, de unde a convocat la sfârșitul lui august un Conciliu la Benevento unde l-a excomunicat pe Clement al III-lea , aprobând și noi canoane împotriva simoniei. Tot aici a făcut un apel la cetațenii orașelor Pisa, Genova și Amalfi pentru organizarea unei cruciade împotriva sarazinilor care amenințau Italia din sud, aceștia reușind cucerirea câtorva orașe printre care și Mahdia.

## Moartea lui Victor al III-lea
Victor își simțea totuși sfârșitul aproape și s-a întor la Montecassino, unde a murit la 16 septembrie 1087. A fost înmormântat la mănăstirea sa, unde a fost venerat ca fericit. A fost beatificat oficial în anul 1887.

## Concluzii
Desideriu nu avea caracterul și temperamentul unui pontif de care era nevoie în acele vremuri pentru că se născuse călugăr și voia să rămână astfel.